# Fundación para el Desarrollo Urbano
Fundación para el Desarrollo Urbano (FUDEU) é um programa do governo costariquenho para a urbanização organizada do país aliada a preservação ambiental. Foi apoiada pela FAO.